# Mostafa Aghadżani
Mostafa Aghadżani (pers. ‏مصطفی آقاجانی‎; ur. 7 stycznia 1986) – irański zapaśnik w stylu wolnym. Zajął 22 miejsce w mistrzostwach świata w 2011. Srebrny medalista mistrzostw Azji w 2011. Czwarty w Pucharze Świata w 2011; ósmy w 2010. Brązowy medal na mistrzostwach świata juniorów w 2005 roku.